# سین (شخصیت کمیک)
سین (Sin مخفف Sinthea Schmidt) یک شخصیت تخیلی و ابرتبهکار در کتاب‌های کامیک منتشر شده از مارول کامیکس می‌باشد. او توسط جی. ام. دی‌ماتیس و پائول نری برای اولین بار در کاپیتان آمریکا شماره ۲۹۰ام (فوریه ۱۹۸۴) خلق شد. او دختر جمجمه قرمز است.
نقش این کاراکتر را بازیگری به نام فرانچسکا نری در فیلم کاپیتان آمریکا (۱۹۹۰) ایفا کرد.